# Cardioidea
Die Cardioidea sind eine Überfamilie der Muscheln aus der Ordnung der Cardiida. Sie tritt erstmals in der Obertrias auf.

## Merkmale
Die gleichklappigen, oft auch kräftig aufgeblähten Gehäuse sind sehr klein bis sehr groß. Zur Überfamilie Cardioidea gehören auch die größten bekannten heutigen Muscheln (Tridacna gigas, bis 1,4 m). Der Umriss ist rundlich, quer-, hoch oder schief-eiförmig, oder gerundet-dreieckig. Sie sind gleichseitig oder annähernd gleichseitig, die meist nach vorne, selten auch senkrecht zur Gehäuselängsachse eingerollten Wirbeln sitzen meist in der Nähe der Mittellinie. Sie sind oft prominent und aufgebläht. Das heterodonte Schloss weist zwei kurze, etwas globige Hauptzähne und ein bis drei kräftigen Seitenzähne auf. Das extern liegende Ligament liegt auf Nymphen hinter den Wirbeln. Die Schließmuskeln sind annähernd gleich groß oder auch ist der vordere Schließmuskel reduziert. Die Mantellinie ist nicht oder nur wenig eingebuchtet.
Die aragonitische Schale ist meist kräftig und festschalig, äußerst dick und massiv (Tridacna) seltener auch dünn und durchscheinend oder mit fensterartigen Strukturen (Corculum). Sie besteht aus einer äußeren Lage mit Kreuzlamellen und inneren Lagen mit komplexen Kreuzlamellen. Die Ornamentierung besteht meist aus radialen Rippen unterschiedliche Stärke, Dicke und Anzahl, die häufig mit Knoten, Schuppen oder Dornen besetzt sind. Das Periostracum ist meist dünn.
Die Siphonen sind kurz. Der Fuß ist meist lang und kräftig; manche Formen haben auch im Adultstadium einen Byssus.

## Geographische Verbreitung, Lebensraum und Lebensweise
Die Überfamilie ist weltweit verbreitet. Die meisten Arten leben flach eingegraben in sandigen, feinsandigen oder schlickigen Böden im flacheren Wasser. Die wenigen Arten der Gattungen Corculum und Tridacna besitzen endosymbiontische Dinoflagellaten.

## Taxonomie
Die Überfamilie Cardiidae wurde von Jean-Baptiste de Lamarck 1809 als Les cardiadées aufgestellt. Da der Name bei der späteren Latinisierung Lamarck zugeschrieben wurde, gilt Lamarck auch in der neueren wissenschaftlichen Literatur als der Autor des Taxons. Der Name ist somit als Überfamilienname, Familienname und Unterfamilienname sowie als Tribusname verfügbar. Die Familie wird von manchen Autoren noch unterteilt in Unterfamilien: Derzeit erfolgt eine Untergliederung in zwei Familien:
- Überfamilie Cardioidea Lamarck, 1818
  - Herzmuscheln (Cardiidae Lamarck, 1818)
    - Unterfamilie Cardiinae Lamarck, 1809,
    - Unterfamilie Clinocardiinae Kafanov, 1975
    - Unterfamilie Fraginae Stewart, 1930
    - Unterfamilie Laevicardiinae Swainson, 1840
    - Unterfamilie Lahilliinae Finlay & Marwick, 1937 †
    - Unterfamilie Lymnocardiinae Stoliczka, 1870
    - Unterfamilie Orthocardiinae Schneider, 2002
    - Unterfamilie Protocardiinae Keen, 1951
    - Unterfamilie Trachycardiinae Stewart, 1930
    - Unterfamilie Riesenmuscheln (Tridacninae Lamarck, 1819)

  - Pterocardiidae Scarlato & Starobogatov, 1979 †